# Werkkunstschule Dortmund

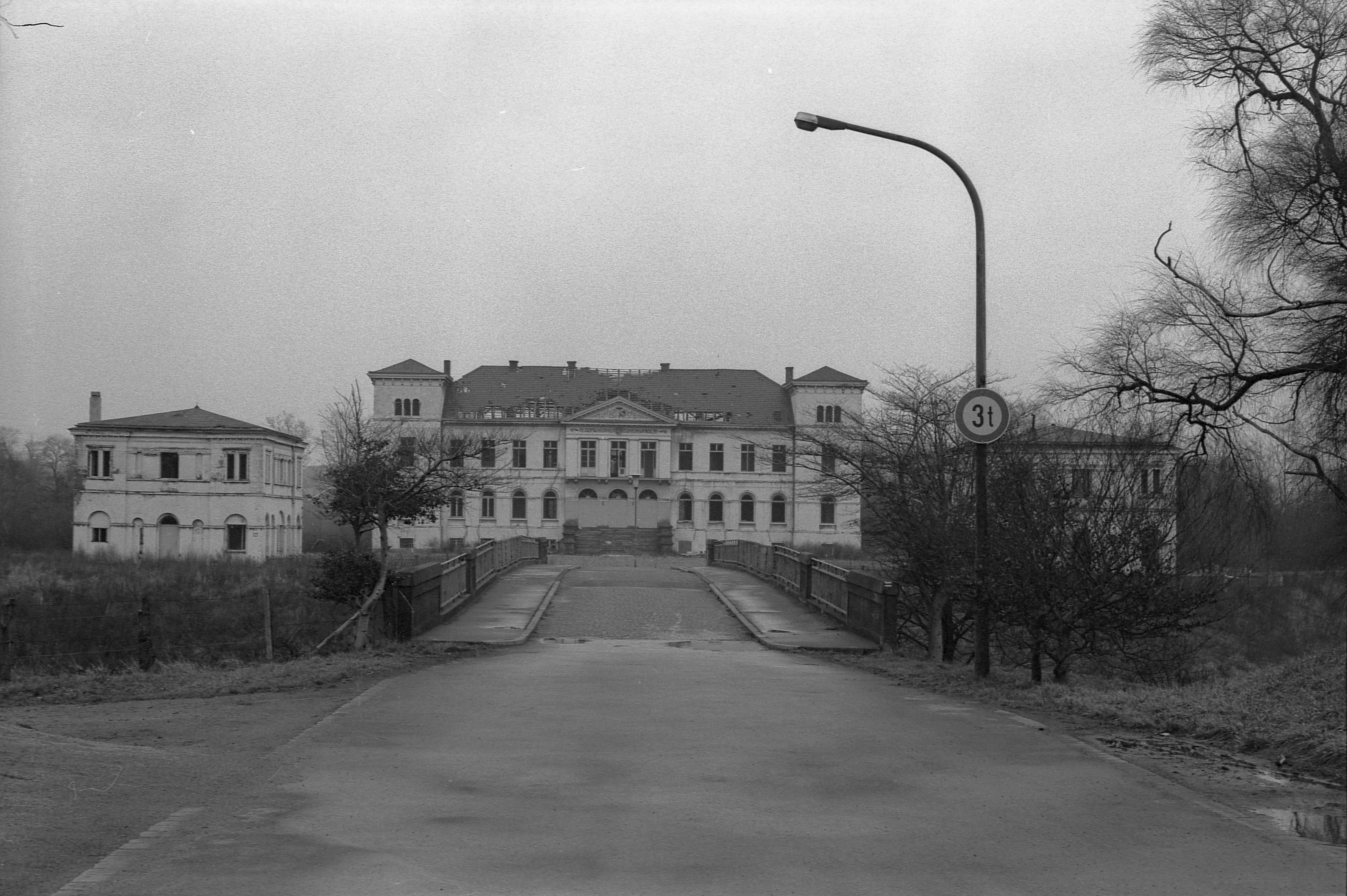
Schloss Buddenburg vor dem Abriss 1977, 1946–1955 Sitz der Werkkunstschule

Die Werkkunstschule Dortmund war eine Ausbildungsstätte für Kunsthandwerker und Künstler, später auch für Designer und Fotodesigner, Innenarchitekten und Architekten.

## Geschichte
Bereits 1868 gab es eine bauhandwerkliche Fachklasse der Städtischen Gewerbeschule und ab 1894/95 die Fachschule für Bauhandwerker. Aus der 1904 gegründeten, städtischen, staatlich unterstützten Handwerkerschule entwickelte sich die Handwerker- und Kunstgewerbeschule, dann Meisterschule des gestaltenden Handwerks und schließlich 1956 die Werkkunstschule Dortmund, die 1963 Städtische Höhere Fachschule für Gestaltung wurde und am 1. August 1971 in der Fachhochschule Dortmund aufging. 

## Gebäude
Nach dem Zweiten Weltkrieg war die Werkkunstschule von 1946 bis 1955 im ehemaligen Schloss Buddenburg in Lünen-Lippholthausen beheimatet. Danach war sie in dem schon bestehenden Schulgebäude Ottostraße 9 in Dortmund untergebracht, der vormaligen Hoesch-Lehrwerkstätte. Die räumliche Trennung der Fachbereiche erfolgte beim Umzug auf den Uni-Campus an der August-Schmidt-Straße (Fachbereich Architektur) bzw. in die ehm. Pädagogische Akademie am Rheinlanddamm, heute Max-Ophüls-Platz 2 (Fachbereich Design/Fotografie). Noch bis zum Abriss des Gebäudes an der Ottostraße im Jahr 1976 war die Bezeichnung Hochschule Dortmund,  Fachbereich Architektur und Fachbereich Design an der Fassade zu lesen.

## Dozenten und ehemalige Absolventen
Zu den Dozenten und Absolventen der Werkkunstschule zählen Friedrich Bagdons, Wilhelm Basqué, Dieter Georg Baumewerd, Winfried Blank, Hartmut Böhm, Klaus Brunner, Gustav Deppe, Wolfgang Fräger, Karl Fritz Friedrich, Nikolaus von Georgi, Franz Gerwin, Thomas Grochowiak, Max Guggenberger, Gertrud von Hassel, Horst Heckemüller, Gerhard Hermanns, Walter Herricht, Kurt Hinterberger, Ulla H’loch-Wiedey, Anton Huber, Jörn Janssen, Lothar Kampmann, Hans P. Koellmann, Ulrich Knispel, Carlernst Kürten, Günther Moewes, Pitt Moog, Karel Niestrath, Eva Niestrath-Berger, H. Nimptsch, Werner Nöfer, Hermann Nüdling, Rolf-Dietrich Ratzmann, Jürgen Freiherr von Reuß, Wolfgang Richter, Hugo Rohleder, Bruno Schönhagen, Wolfram Schlote, HD Schrader, Reinhold Schröder, Edmund Schuitz, Emil Schumacher, Will Schwarz, Dieter Simon, Norbert Tadeusz, Anselm Treese, Romain Urhausen, Herbert Volwahsen, Pan Walther, Waldemar Wien, Wulf Witte und andere.
Koordinaten: 51° 30′ 39,4″ N, 7° 26′ 0,8″ O